# Carla Akotirene
Carla Akotirene, nacida Carla Adriana da Silva Santos en Bahía, es una de las principales referentes intelectuales, militantes y teóricas del feminismo negro brasileño, junto con Djamila Ribeiro, Sueli Carneiro, Nilma Lino Gomes, Jurema Werneck, Lélia Gonzalez, Luiza Bairros, Nilza. Iraci y Beatriz Nascimento. Catedrática en la Universidad Federal de Bahía, a menudo se la cita por sus investigaciones sobre la interseccionalidad.

## Trayectoria
Se licenció además en Servicios Sociales. Hizo un doctorado en estudios de género, mujeres y feminismos, en la Universidad Federal de Bahía. En él realizó un estudio comparativo entre las lógicas del racismo y sexismo institucionales en las prisiones masculinas y femeninas, a la luz de la interseccionalidad. En su investigación de máster en Estudios Feministas (PPGNEIM/UFBA) estudió la interseccionalidad en el Conjunto Penal Femenino de Salvador, y abordó la cuestión de las mujeres en el sistema de prisiones.

Según Akotirene, la interseccionalidad es una forma metodológica de pensar acerca de cómo las mujeres se ven afectadas por múltiples diferenciaciones. En el caso de las mujeres negras, la interseccionalidad revela problemas más allá del racismo, el machismo y el sexismo están entre otras formas de opresión. 
La interseccionalidad tiene como objetivo dar un instrumental teórico-metodológico a la inseparabilidad estructural de las estructuras del racismo, el capitalismo y el cisheteropatriarcado, productores de vías de identidad en las que las mujeres negras se ven afectadas repetidamente por el cruce y la superposición de género, raza y clase, aparatos coloniales modernos (AKOTIRENE, 2019, p.19).
Entre 1998 y 1999 estudió Patología Clínica en el Instituto Anísio Teixeira (IAT). Estuvo involucrada en los siguientes proyectos y acciones: Núcleo de estudiantes negros Matilde Ribeiro; Consejo de Desarrollo de la Comunidad Negra; coordinación nacional de la Campaña contra el genocidio de la juventud negra / Bahía; conferencias sobre igualdad racial, políticas para mujeres y jóvenes, como Enjune - National National Youth Meeting; investigación sobre violencia letal y mapeo de adolescentes y jóvenes que mueren en unidades de hospitalización; Proyecto Escola Plural, del Instituto Ceafro, coordinado por Nazaré Lima, Licia Barbosa, Valdecir Nascimento. Creó además Opará Saberes, para contribuir a la entrada de personas negras en estudios de posgrado en universidades públicas brasileñas.
En 2016, Akotirene fue mencionada por el colectivo feminista Think Olga como una de las mujeres inspiradoras de 2016. La lista reúne los nombres de más de 200 mujeres, grupos y colectivos cuyas contribuciones en 2016, según el colectivo, «merecen ser reconocidas, valoradas y alentadas».
En 2017, fue nominada por Djamila Ribeiro del Trip Transformadores como una de las «siete mujeres de acción que nos ayudan a replantear la sociedad». Ese mismo año participó en el evento Diálogos Insumisos de Mujeres Negras, en Salvador, Brasil, juntamente con otras mujeres negras invitadas para analizar la obra de la escritora Conceição Evaristo.
En septiembre de 2018, Akotirene lanzó su primer libro como autora, ¿Qué es la interseccionalidad?, en la Editora Letramento. La publicación es parte de la colección Feminismos Plurales, desarrollada por la filósofa Djamila Ribeiro, y aporta puntos de vista y críticas al concepto de «Interseccionalidad». En el mismo año, presentó la ponencia Feminismos Plurales, en FLUPP, Feira Literária das Periferias, junto con Joice Berth, Juliana Borges y Silvio de Almeida. La feria literaria reunió a más de 80 autores de países como Inglaterra, Camerún, Francia, Estados Unidos, Senegal y Brasil.
También en 2018, fue una de las especialistas invitadas por ONU Mujeres para compartir su visión como especialista negra en temas como la violencia contra las mujeres negras, racismo en las ciudades, medios de comunicación, trabajo decente y crecimiento económico, entre otros; y formas para que Brasil logre los Objetivos de Desarrollo Sostenible (ODS). El evento tuvo lugar del 23 al 27 de julio, a través de la acción digital #MulheresNegrasNosODS, desarrollada por ONU Mujeres Brasil en colaboración con las Mujeres Negras hacia un planeta 50-50 en 2030.
En marzo de 2020, Itaú Cultural cerró su participación en la edición 2020 de MITsp, presentando dos mesas redondas del seminario Reflexiones Estético-Políticas. Contradicciones en el debate cultural como un bien común que reunió a los artistas Carla Akotirene (BA), Daniele Small (RJ), Grazi Medrado (MG), Gyl Giffony (CE), Jaqueline Elesbão (BA) y Jé Oliveira (SP).
También en 2020, la revista Vogue publicó una lista de 10 obras fundamentales escritas por mujeres negras en las que incluía la Interseccionalidad de Akotirene. Asimismo, Interseccionalidad se incluyó en la revista Glamour, que recomendó 5 libros teóricos para comprender la lucha antirracista en Brasil.
Akotirene es a menudo presentada como un autor líder en el tema del feminismo, la homofobia y el racismo.

## Obra
- 2018 - O que é interseccionalidade? ISBN 9788598349695.[13][21]
- 2020 - Ó pa í, prezada! Racismo e sexismo institucionais tomando bonde nas penitenciárias femininas. ISBN 9786550940034.[22]